# Área de Conservação da Paisagem de Navesti
A Área de Conservação da Paisagem de Navesti é um parque natural localizado no condado de Viljandi, na Estónia.
A área do parque natural é de 169 hectares.
A área protegida foi fundada em 1992 para proteger as dunas do vale de Navesti (em estoniano:  Navesti orundi luited).